# Millstadt Township
Pour l’article homonyme, voir Millstadt (Illinois).
Millstadt Township est un township du comté de Saint Clair dans l'Illinois, aux États-Unis,. En 2010, le township comptait une population de 6 718 habitants.

## Source de la traduction
- (en) Cet article est partiellement ou en totalité issu de l’article de Wikipédia en anglais intitulé « Millstadt Township, St. Clair County, Illinois » (voir la liste des auteurs).